# Johann Bott
Johann Bott (Cassel, (Alemanya), 11 de desembre de 1825 - Nova York, EUA, 19 de novembre de 1891) fou un violinista i compositor alemany.
Començà els estudis musicals sota la direcció del seu pare, que pertanyia a la capella de cort, i després va tenir per mestres a Moritz Hauptmann i Ludwig Spohr. Va ser director d'orquestra a Meiningen (1875) i Hannover (1865), el 1885 passà a Nova York, ciutat en què va morir.
És autor de les òperes:
- Der Unbekannte (1854);
- Ahtäa, das Mädchen von Korinth (1862).

També va compondre diverses simfonies, obertures, concerts per a violí i piano, solos per a violí, cants, etc.